# Charlie Chaplin
Sir Charles Spencer Chaplin, noto come Charlie (Londra, 16 aprile 1889 – Corsier-sur-Vevey, 25 dicembre 1977), è stato un attore, comico, regista, sceneggiatore, compositore e produttore cinematografico britannico, autore di oltre novanta film e tra i più importanti e influenti cineasti del XX secolo.

Firma di Charlie Chaplin

Il personaggio attorno al quale Chaplin costruì larga parte delle sue sceneggiature - e che gli diede fama universale - fu quello del "vagabondo", noto al pubblico italiano come Charlot (in realtà il personaggio non ha nome, e in inglese è chiamato semplicemente The Tramp). La rivolta umanistica, talora nostalgica e sentimentale, talora comica e beffarda, contro le ingiustizie della società capitalistica moderna fece della maschera di Charlot l'emblema dell'alienazione umana (in particolare delle classi sociali più emarginate) nell'era del progresso economico e industriale.

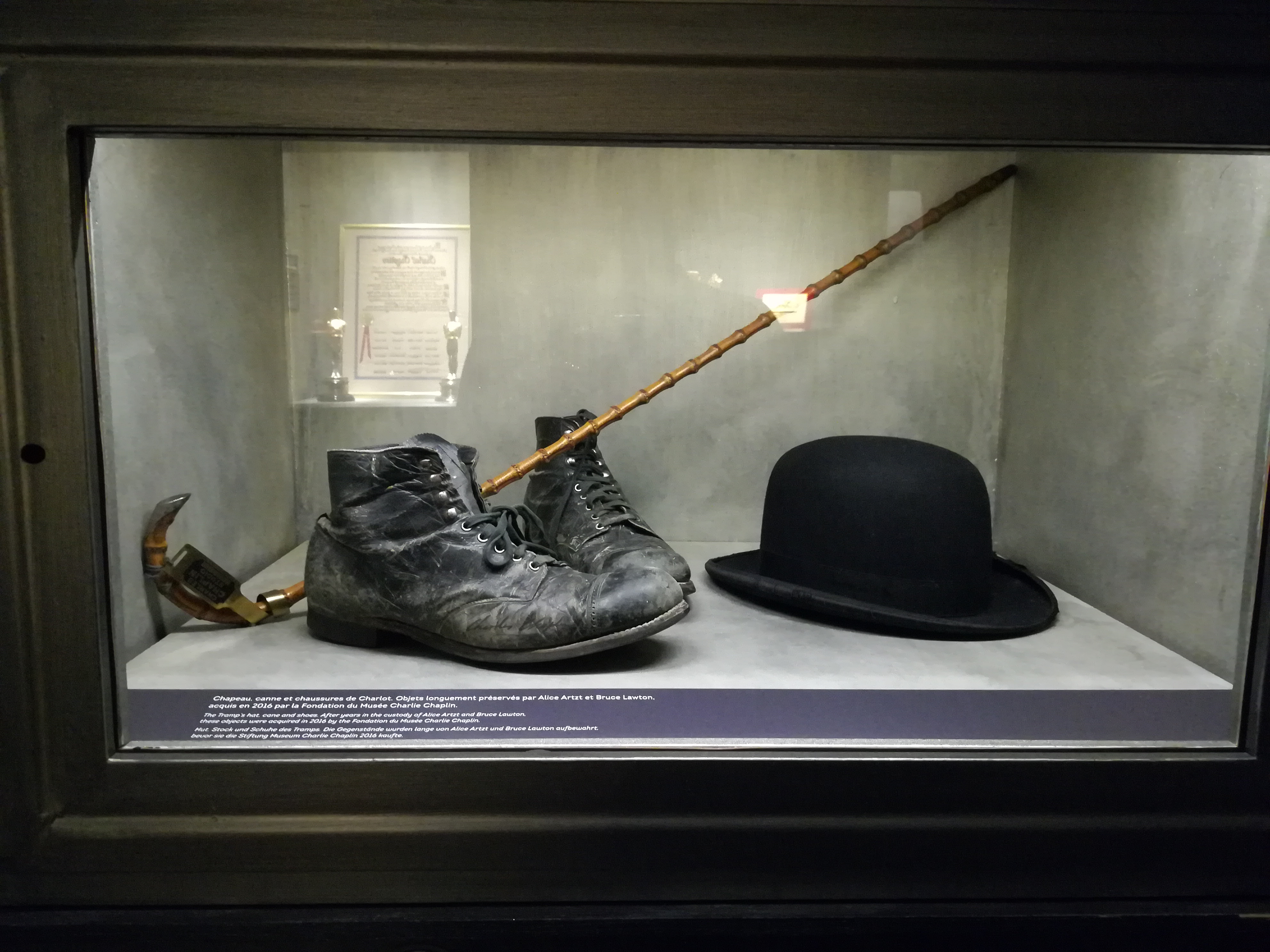
Bombetta, bastoncino e scarpe di Charlot, esposte dalla Fondation de Musée Chaplin, presso Chaplin's World, Corsier-sur-Vevey, nel Canton Vaud in Svizzera

Chaplin fu una delle personalità più creative e influenti del cinema muto. La sua vita lavorativa nel campo dello spettacolo ha attraversato oltre 76 anni. Fu influenzato dal comico francese Max Linder, a cui dedicò uno dei suoi film. Star mondiale del cinema, fu oggetto di adulazione e di critiche serrate, anche a causa delle sue idee politiche. Nei primi anni cinquanta, durante le persecuzioni del cosiddetto Maccartismo, le sue idee di forte stampo progressista furono infatti avversate dalla maggior parte della stampa: fu inviso anche al governo federale statunitense. Nel settembre 1952, mentre si trovava in viaggio con la famiglia verso Londra, dove si sarebbe tenuta la prima mondiale di Luci della ribalta e successivamente per trascorrere un periodo di vacanza, fu raggiunto dalla notifica del procuratore generale degli Stati Uniti in base alla quale gli veniva annullato il permesso di rientro negli States: visse il resto della sua esistenza in Svizzera, nella tenuta de "Manoir de Ban", nel comune di Corsier-sur-Vevey, nel Canton Vaud, fra Losanna e Montreux, sul lago di Ginevra.
Fu riabilitato dall'opinione pubblica americana solo all'inizio degli anni settanta. Nel 1972 tornò nella sua patria di adozione per ritirare il secondo Oscar onorario. L'anno successivo entrò nuovamente nella storia dell'Academy, vincendo l'Oscar alla migliore colonna sonora (drammatica) per Luci della ribalta, realizzato vent'anni prima ma rimasto di fatto inedito sul suolo americano a causa del boicottaggio politico: fu il primo caso (e tuttora unico) di Oscar retroattivo. Chaplin, che pure non si presentò alla cerimonia, era l'unico ancora in vita dei tre premiati (le statuette di Raymond Rasch e Larry Russell furono ritirate dai figli).
Tra gli attori più famosi dalla nascita dell'industria hollywoodiana, l'American Film Institute lo ha inserito al decimo posto tra le più grandi star della storia del cinema.

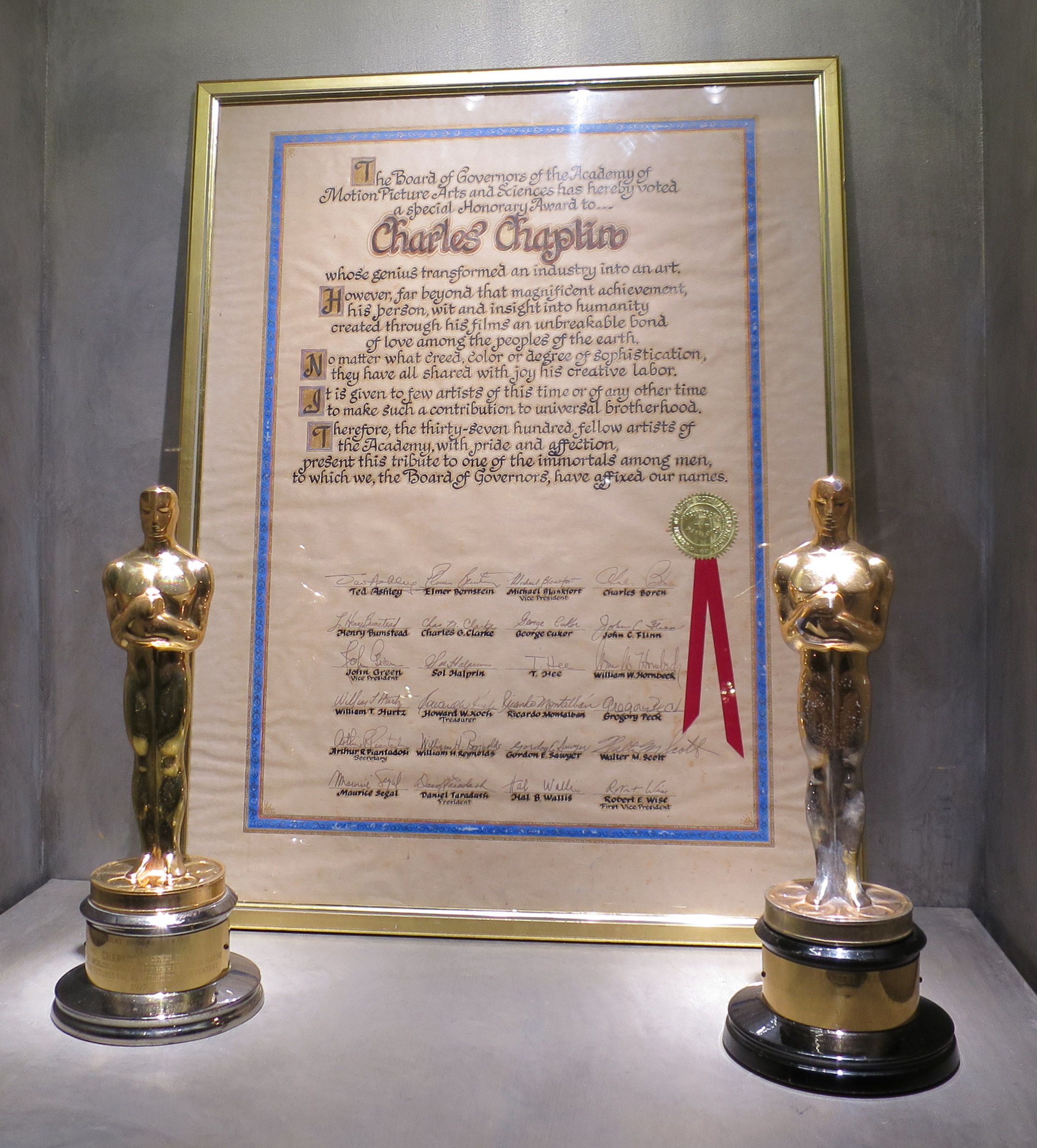
Il premio Oscar onorario

## Biografia

### L'infanzia e gli inizi

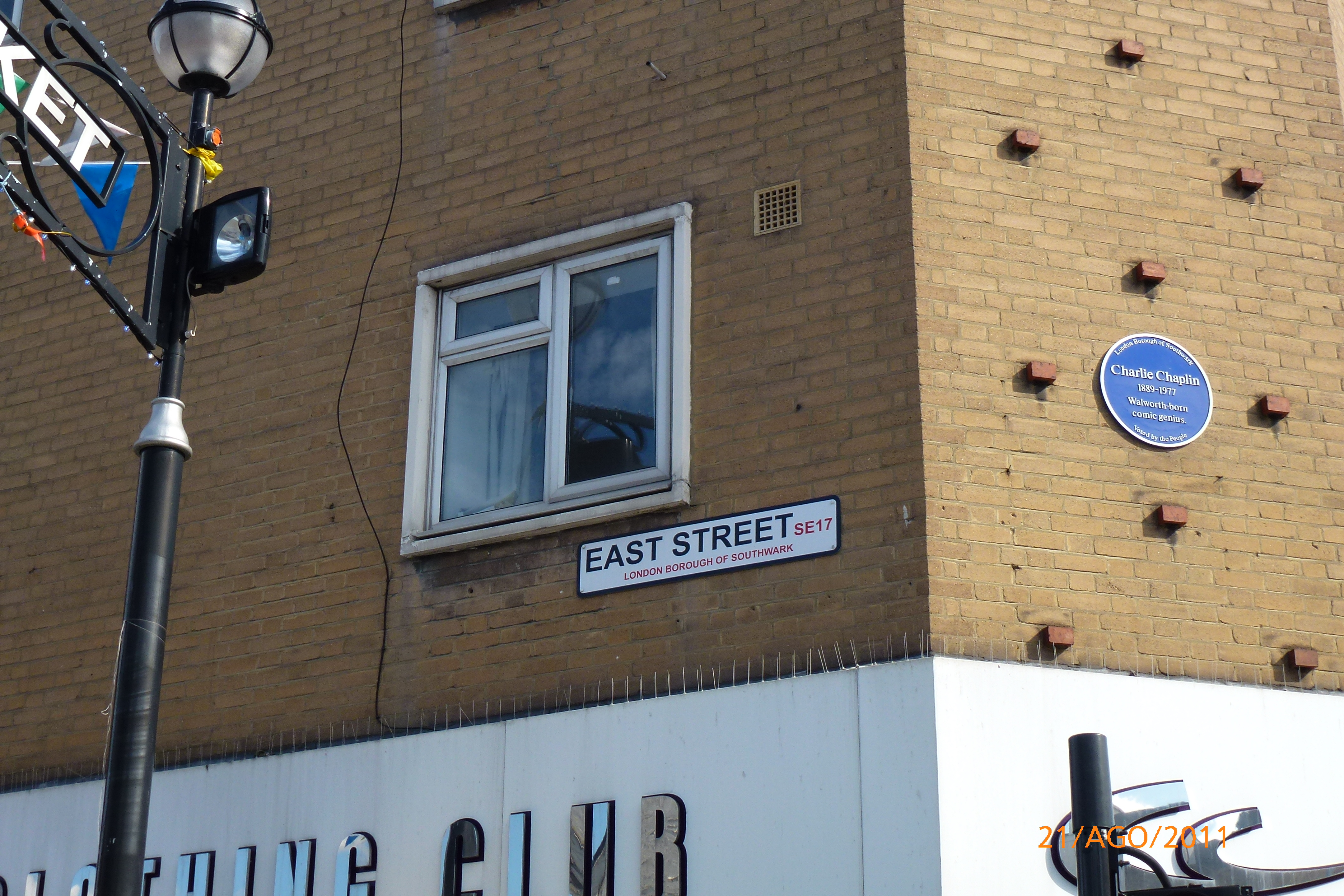
Casa natale di Charlie Chaplin a Londra

Charles Spencer Chaplin nacque il 16 aprile 1889 a East Street, nel sobborgo londinese di Walworth. Nei registri del comune di Londra non c'è traccia della sua nascita, ma solo la notifica della sua presenza nel 1891, due anni dopo la nascita. Nel 2011 venne ritrovata una lettera a lui indirizzata, datata 1970, che ipotizza la sua venuta al mondo in un carro di rom accampato nei pressi di Birmingham. I suoi genitori erano Charles Chaplin Senior, un attore di varietà di discreto talento e successo ma compromesso dalla dipendenza dall'alcol, e Hannah Harriette Hill, un'attrice conosciuta come Lily Harley, di altrettanto talento, ma minor fortuna. La donna aveva già un figlio, Sydney, nato quattro anni prima dalla relazione con un uomo molto più anziano di lei, con cui era fuggita in Africa.

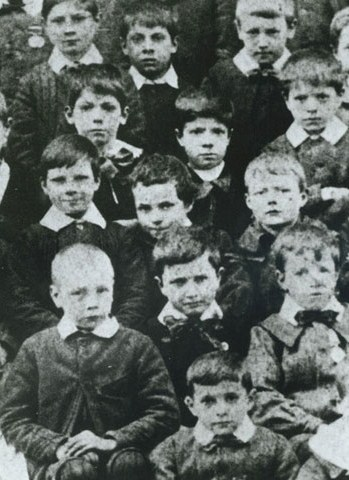
Chaplin, 7 anni, (al centro) al Central London District School per bambini indigenti (1897)

Col piccolo Charlie in fasce e suo padre in tournée in America, Hannah allacciò una relazione con un cantante all’epoca piuttosto in voga, Leo Dryden, dal quale ebbe un figlio, Wheeler Dryden (dell'esistenza di questo fratellastro Chaplin verrà a conoscenza molto più tardi). Il matrimonio già in crisi subì un colpo definitivo dal tradimento: la separazione avvenne l'anno successivo alla nascita di Charles. Il padre cercò di tenere con sé (per la verità senza troppa convinzione) e con la sua nuova compagna sia il piccolo Charles sia suo fratello Sydney, ma il tentativo fallì e i due bambini andarono a vivere con la madre, cui furono concessi dieci scellini la settimana per il mantenimento di entrambi.
Per le precarie condizioni finanziarie della famiglia, Charles e suo fratello trascorsero due anni fra collegi e istituti per orfani a Lambeth. Il talento innato e la frequentazione dei teatri al seguito della madre forgiarono il piccolo Chaplin, sedimentando i primi rudimenti artistici appresi proprio dalla madre nel canto e nella recitazione. I primi passi sul palcoscenico li mosse assieme a lei a sette anni. Nel 1896, durante una recita in un teatro di varietà, Hannah, a causa di un improvviso abbassamento di voce, fu fischiata e costretta ad abbandonare il palcoscenico; l'impresario mandò a sostituirla in scena proprio il piccolo Charlie, che ottenne un discreto successo cantando una canzone popolare dell'epoca, 'E Dunno Where 'E Are.
La famigliola si trasferì nel 1898 a Manchester, nei pressi di Belle Vue. Qui Charlie frequentò la scuola per tre anni. Grazie ad alcuni conoscenti del padre, entrò a far parte di una vera compagnia, gli Eight Lancashire Lads, formata tutta da enfants prodige, sotto la guida di William Jackson. Gli otto bambini si esibivano in un ballo con gli zoccoli. Nel 1900, quando Charlie aveva undici anni, suo fratello Sydney riuscì a fargli ottenere il ruolo comico di un gatto nella pantomima Cinderella (Cenerentola), rappresentata all'Hyppodrome di Londra, nella quale recitava anche il famoso clown Marceline. Nello stesso anno Sydney si imbarcò su una nave come trombettista: Charlie rimase solo a sostenere la madre, la cui salute, sia fisica che mentale, cominciava a manifestare segni di cedimento. L'anno successivo vide la perdita del padre.

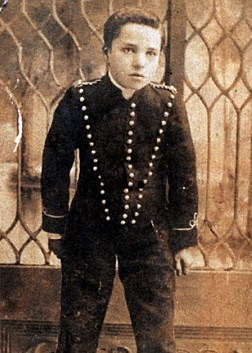
Un adolescente Chaplin in Sherlock Holmes, in scena tra il 1903 e il 1906

Le faticose vicissitudini quotidiane segnarono Hannah, obbligandola ad un primo ricovero ospedaliero a seguito di una importante forma depressiva a cui non era probabilmente estranea una condizione di denutrizione. Nel 1903 Charles ottenne una piccola parte in Jim, the Romance of a Cockney e la sua prima personale recensione favorevole sulla stampa; di lì a poco ebbe il primo ruolo fisso in teatro: quello dello strillone Billy in Sherlock Holmes (per la regia di Quentin McPherson), portato a lungo in tournée. Intanto il fratello era tornato a Londra e aveva cominciato anche lui a lavorare in teatro. Grazie alla migliorata situazione finanziaria, i due riuscirono a far dimettere Hannah dall'ospedale, prendendosene cura, ma per poco tempo: una ricaduta ne determinò un nuovo internamento. La madre trascorrerà poi gli ultimi sette anni di vita in California, nella villa donatale dai figli, dove morirà nel 1928.

### Il varietà con Fred Karno

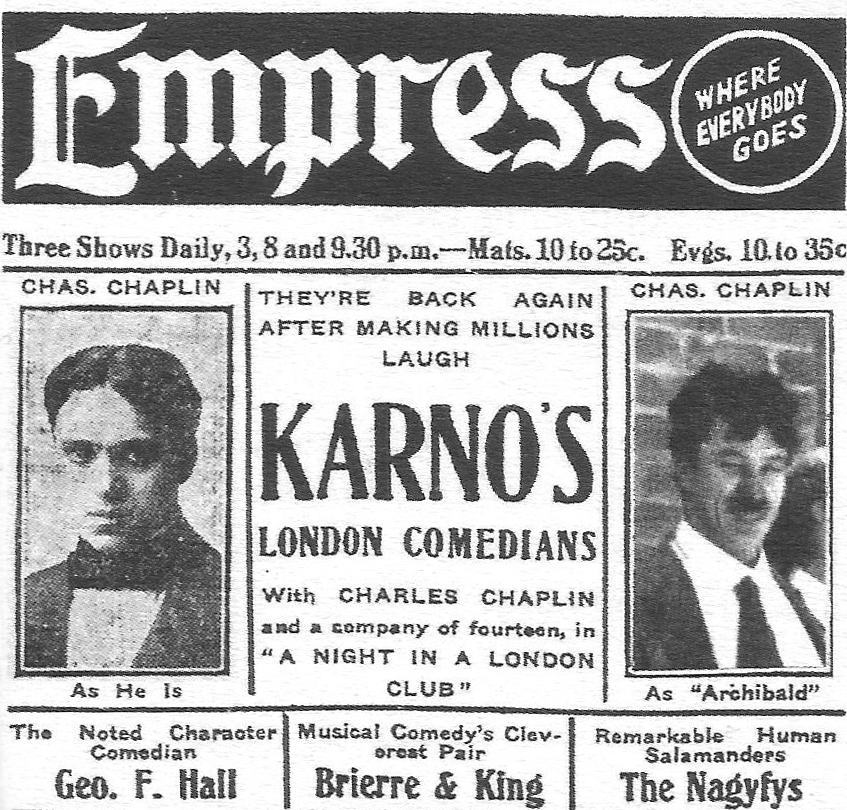
Manifesto pubblicitario per il tour americano della compagnia di Fred Karno (1913)

Fra il 1906 e il 1907 Chaplin lavorò ne Il Circo di Casey, misto di varietà e numeri circensi. L'esperienza gli permise di familiarizzare con il mondo del circo e di entrare nella compagnia di Fred Karno, anche grazie al fratello Sydney che già vi lavorava. La paga era di 3 sterline a settimana e il debutto avvenne nel 1906 con L'incontro di calcio, in cui Charles interpretava la parte di un individuo senza scrupoli che tenta di drogare il portiere avversario prima dell'incontro. Il fratello maggiore ideava le pantomime e Charlie le doveva interpretare: così Chaplin imparò l'arte di esprimersi senza parole.
Ben presto il giovane Chaplin divenne, insieme a Stanley Jefferson (meglio conosciuto come Stan Laurel) uno degli attori più apprezzati della compagnia. Oltre al teatro Chaplin si dedicava al podismo: era iscritto al club podistico di Kennington e si allenava sulle distanze lunghe; nel 1908 prese anche in considerazione l'idea di iscriversi alla maratona delle Olimpiadi di Londra, ma proprio in quel periodo si ammalò. Nel 1909 la compagnia di Karno iniziò le tournée all'estero: dapprima a Parigi e, due anni dopo, negli Stati Uniti. Chaplin era il capocomico in A Night in an English Music Hall, atto unico di pantomima.
L'esperienza americana non fu particolarmente felice; ciononostante la compagnia ritornò oltreoceano anche l'anno successivo e questa volta le cose andarono diversamente: il successo fu grande grazie anche al giovane Charles, entrato da poco ma già elemento di punta della compagnia. Chaplin fu notato dal produttore Mack Sennett, che nel novembre 1913 lo mise sotto contratto per la casa cinematografica Keystone. Era il primo contratto di Chaplin per una casa cinematografica. Il compenso fu di 175 dollari la settimana.

### Da capocomico a celebrità del cinema muto (1914-1919)

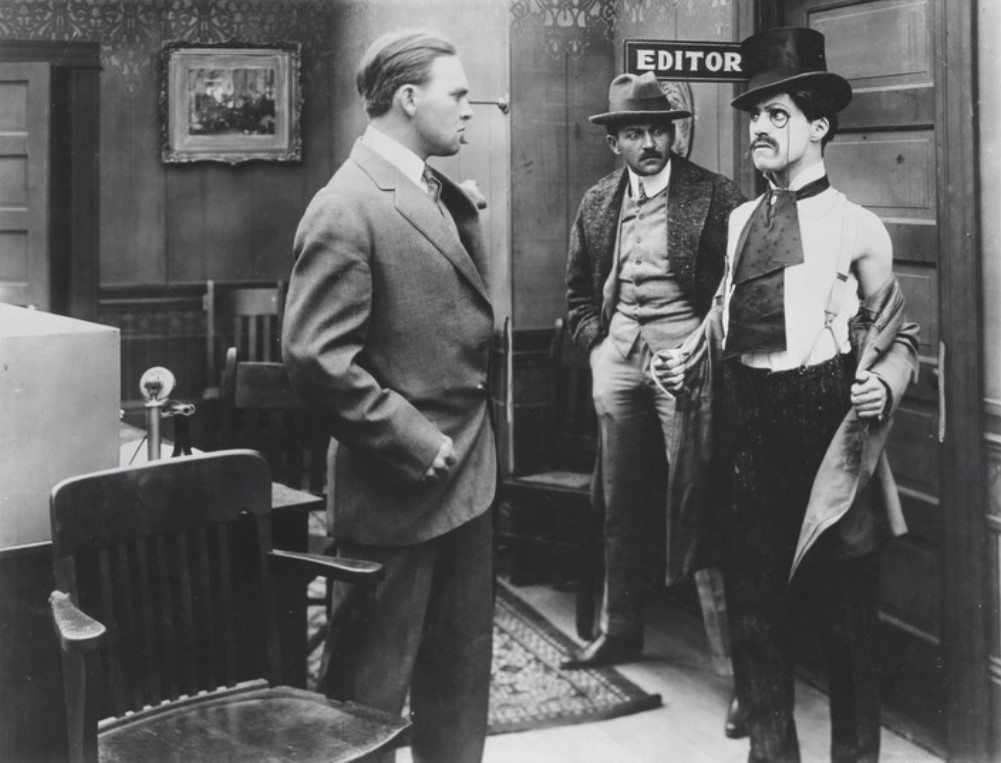
Charlot giornalista (1914), il debutto di Chaplin sullo schermo

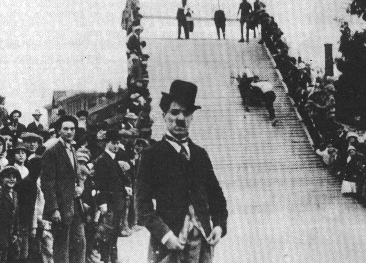
Charlot ingombrante (1914), secondo cortometraggio di Chaplin e primo in cui compare il personaggio di Charlot

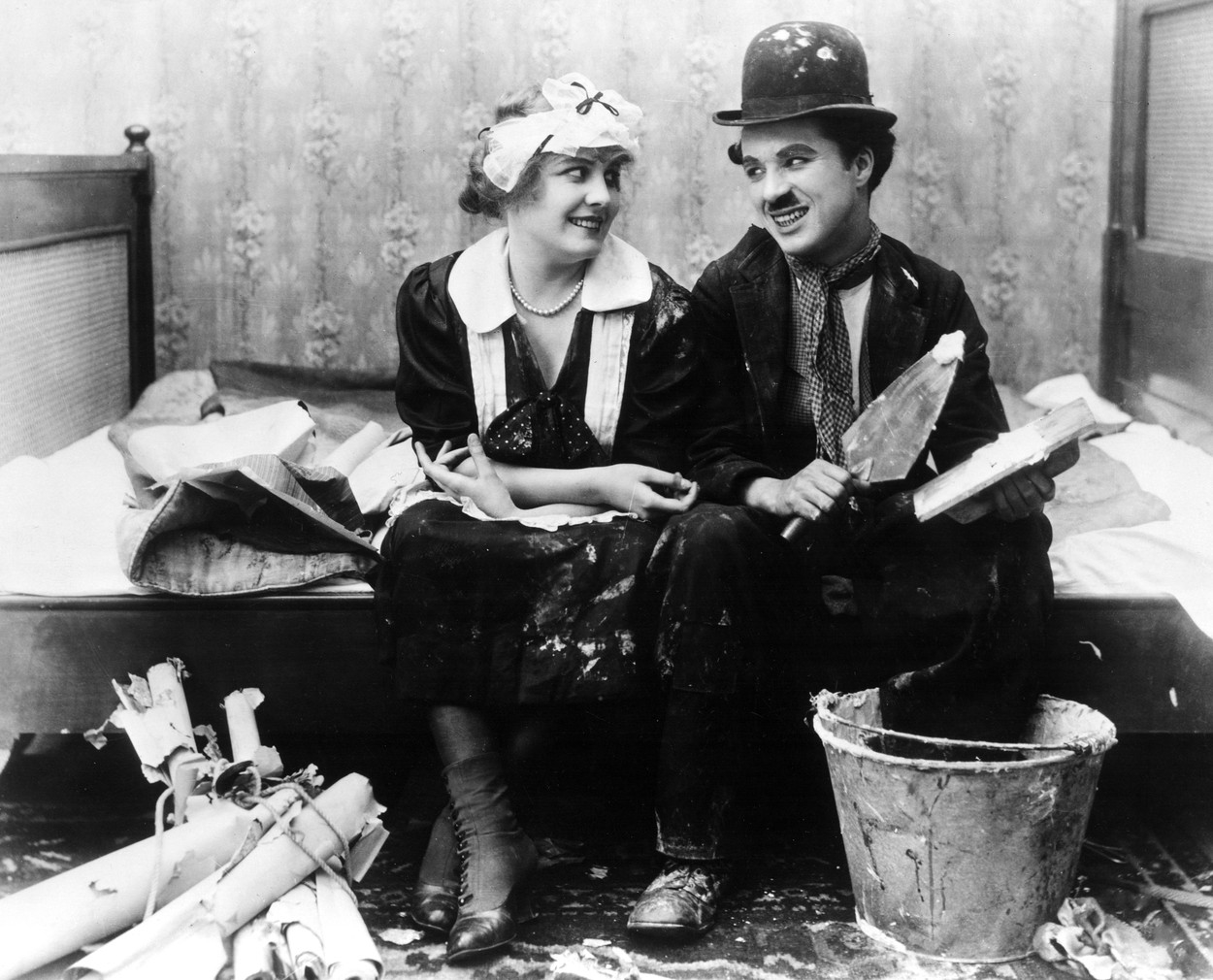
Chaplin e Edna Purviance, la sua prima attrice, in Charlot apprendista (1915)

Nel 1914 Chaplin esordì nell'ancora acerbo mondo del cinema con il cortometraggio Charlot giornalista, prodotto dalla Keystone. In questo film, uscito il 2 febbraio di quell’anno, non indossava ancora i panni del personaggio che lo avrebbe in seguito reso universalmente celebre ed immortale. Saranno i due cortometraggi usciti quasi contemporaneamente, Charlot ingombrante (uscito il 7 febbraio) e Charlot all'hotel (9 febbraio), a far conoscere al pubblico la maschera di Charlot quale anche noi la conosciamo: bombetta, baffetti e bastone da passeggio, pantaloni e scarpe sformati e consunti, benché interpretando il ruolo di un comune ubriaco.
Prima delle riprese del film Charlot all'hotel, il produttore Mack Sennett incaricò Chaplin di inventarsi una gag tramite una truccatura comica qualsiasi.
(Charlie Chaplin, La mia autobiografia)
Il personaggio universalmente conosciuto come "Il vagabondo" si definirà pienamente soltanto nell'aprile del 1915, quando Chaplin interpretò il cortometraggio Il vagabondo. Iniziò in quel febbraio 1914 la rapida e travolgente ascesa di Chaplin: nell'arco di cinque anni conquistò un posto d'onore nella storia del cinema. Prima di Chaplin, un altro comico aveva creato il personaggio del "vagabondo": Lew Bloom (1859-1929); a lui si ispirarono decine di altri comici, e Chaplin tra loro. Ma, fra tutti i "vagabondi" proposti in quel periodo, ad emergere fu soltanto "Charlot".

#### Il periodo Keystone
Per la californiana Keystone, nel solo 1914 Chaplin recitò in trentacinque cortometraggi. Da virtuoso della pantomima, comunicava al pubblico una vasta gamma di emozioni, in particolare col volto, dei cui muscoli facciali padroneggiava appieno il controllo. Il suo personaggio era anticonvenzionale e a tratti sprezzante.

#### Il periodo Essanay
Nel dicembre 1915 si trasferì a Chicago, dove lavorò per la Essanay in altre quattordici produzioni. La Essanay se lo aggiudicò offrendogli uno stipendio settimanale di 1.250 dollari.

#### Il periodo Mutual

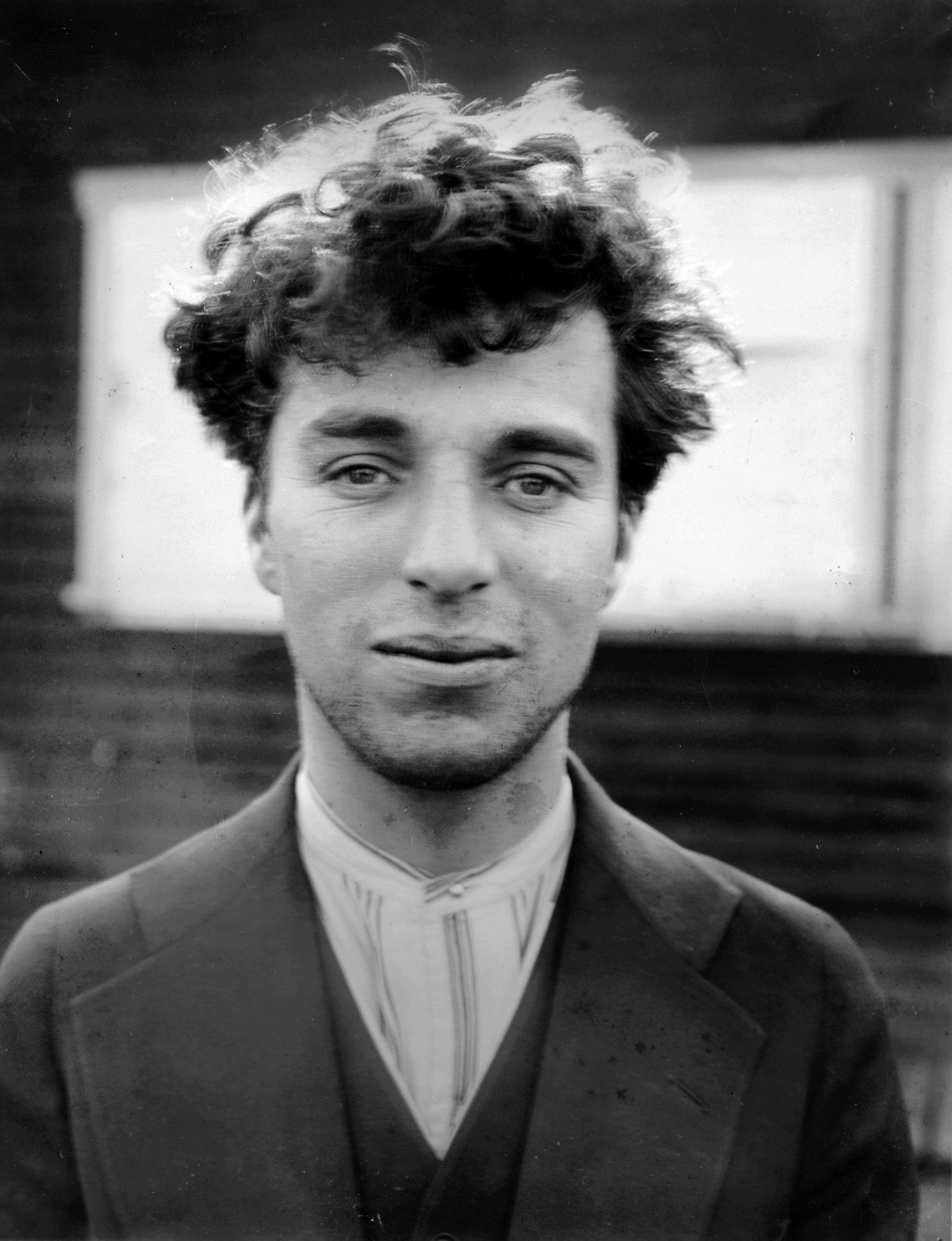
Chaplin nel 1916 circa

Con cachet adeguati a una popolarità sempre più grande, Chaplin approdò alla Mutual Film, firmando altri dodici corti: Charlot fu di volta in volta cameriere, milionario, muratore e sfaccendato. Il pubblico lo stimava per la grossa carica di umanità che emanava attraverso le sue storie, disseminate di amore e di insidie. Nel 1916 Charlie Chaplin era già un attore da oltre 600.000 dollari l'anno, una cifra mai vista per un artista fino ad allora, quando scritturò la diciannovenne Edna Purviance, facendone la sua primadonna in ben 35 film fra il 1916 e il 1923. Dal momento della firma del suo nuovo contratto, Chaplin disponeva anche di uno studio personale con relativo staff, una sala per le proiezioni, uffici ed alloggi per gli attori.
I due vissero anche un intenso e travagliato legame affettivo, che si mantenne in amicizia anche dopo la fine della passione (1918) e della carriera artistica di lei (accelerata dagli eccessi dell'alcol): Chaplin continuerà a corrispondere con Edna fino alla sua morte, oltre a passarle una paga salariale da attrice. Con la Mutual Film realizzò dodici film nel periodo 1916-1917 (uno dei più felici della sua carriera). Chaplin, non ancora trentenne, recitò e diresse quasi cento corti nell'arco di cinque anni.
Chaplin non progettava mai su carta nessuna delle sue gag, né tanto meno sceneggiava l'intreccio delle sue comiche. Riusciva a tenere a mente un intero film per poi spiegarlo agli attori sul set man mano che lo girava. Nel 1918 decise di mettersi in proprio e passò alla First National, con cui fece dieci film, fino al 1923. Fu proprio la First National – grazie anche all'interessamento del fratello Sydney, ormai suo procuratore — a corrispondergli il favoloso ingaggio di un milione di dollari, cachet mai guadagnato prima da un attore.

#### La United Artists

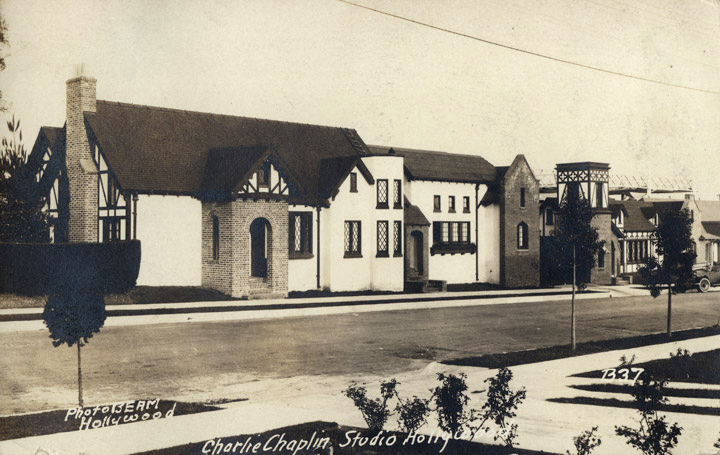
Nella cartolina del 1922, gli studios di Chaplin, dove egli produsse tutti i film girati tra il 1918 e il 1952

Nel 1919, insieme ad alcuni colleghi (fra cui Mary Pickford, Douglas Fairbanks e David Wark Griffith), Chaplin fondò la United Artists Corporation. Da allora in poi curerà da solo ogni fase della sua produzione cinematografica, attorniato da un gruppo di fedelissimi quanto preziosi e competenti collaboratori, tra cui spicca Alfred Reeves, inglese come lui, già manager della compagnia di Karno, che all'UAC assunse il ruolo di direttore di produzione.
A un periodo professionalmente felice non corrispose, però, una vita privata altrettanto serena. Nel 1918 aveva infatti sposato la giovane Mildred Harris, che credeva incinta di lui (la gravidanza si rivelò però falsa). Harris rimase incinta poco dopo il matrimonio e diede alla luce un bambino gravemente malformato, Norman Spencer, che sopravvisse solo tre giorni. I due divorziarono nel 1920.

### I grandi successi (1920-1946)

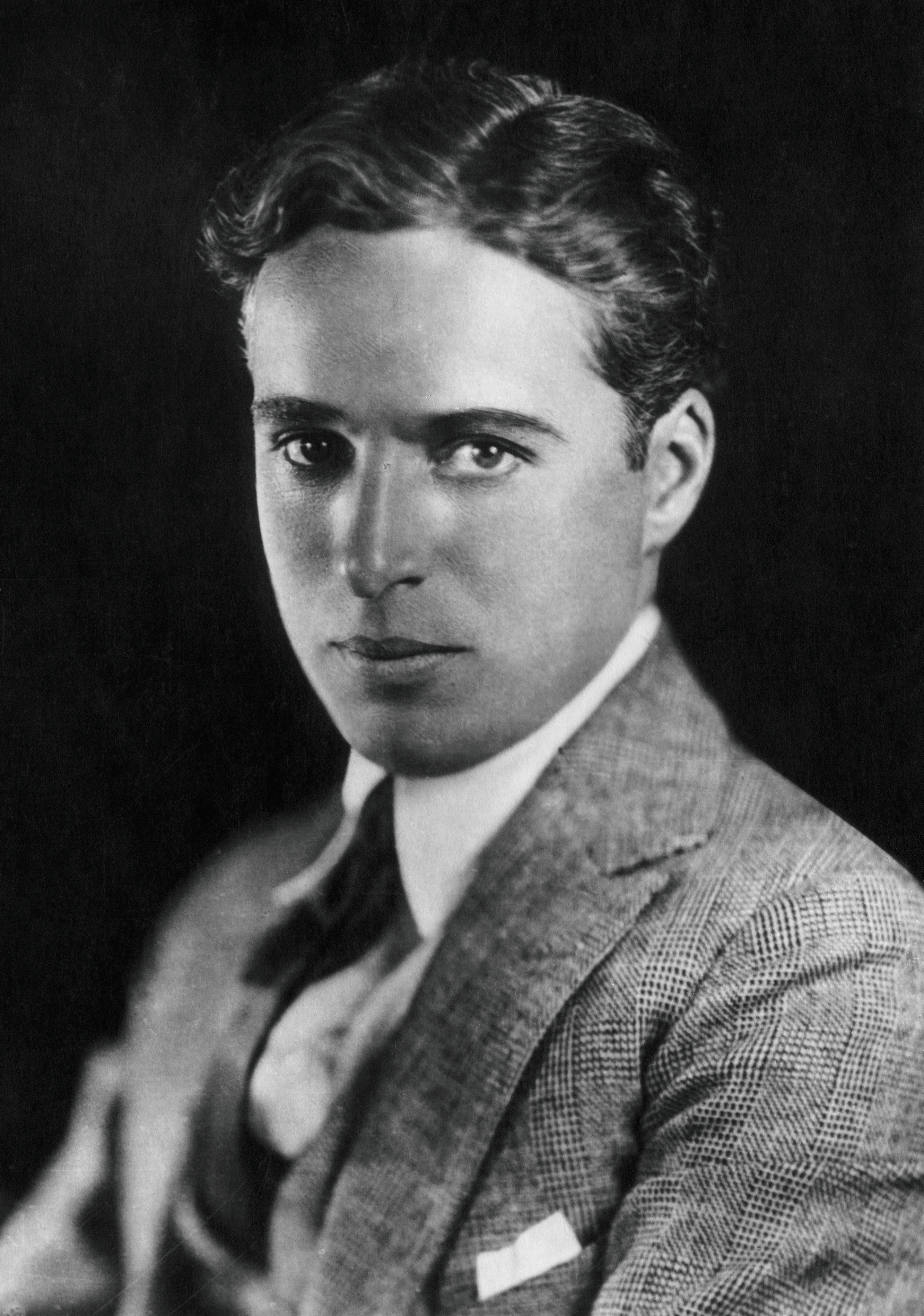
Chaplin nel 1920

#### Il monello

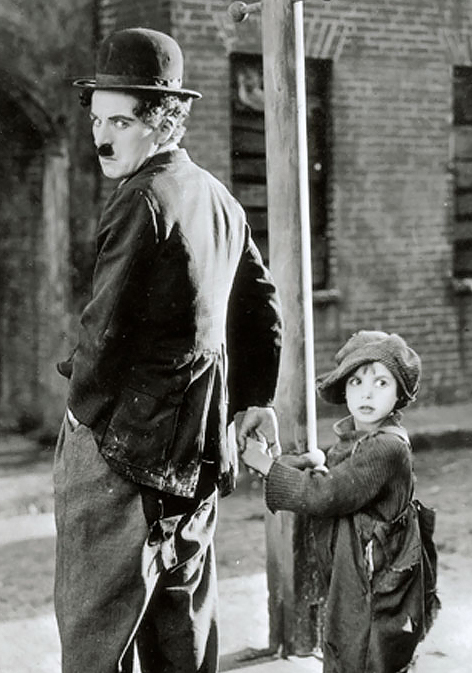
Il monello (1921), con Jackie Coogan, farsa e dramma

Nel 1921 Chaplin lavorò ad una pellicola che lo consacrò definitivamente come star affermata. Dopo diversi travagli che funestarono le riprese e la fase di post-produzione, nel gennaio del 1921 ebbe luogo la prima proiezione ufficiale de Il monello, che Chaplin diresse e interpretò, e nel quale fece debuttare il piccolo-grande attore Jackie Coogan.
Nello stesso anno Chaplin si imbarcò a New York sul transatlantico RMS Olympic (il gemello del tristemente famoso RMS Titanic) della compagnia marittima White Star Line e tornò nella madrepatria dopo undici anni di assenza. A Londra fece una visita nei quartieri di Lambeth, Kennington ed Elephant and Castle per rivedere i luoghi che gli furono familiari da bambino.
Dal 1923 al 1952 Chaplin lavorò costantemente per la United Artists e girò otto film, tra i più importanti della sua carriera. Il primo lavoro fu La donna di Parigi, nel 1923, primo film nel quale non figurò come interprete (si ritagliò una piccola comparsa nel ruolo di facchino). Il film, pur ampiamente apprezzato dalla critica, non ebbe l'atteso successo di pubblico, ma i capolavori successivi lo proiettarono nel firmamento della cinematografia.

#### La febbre dell'oro

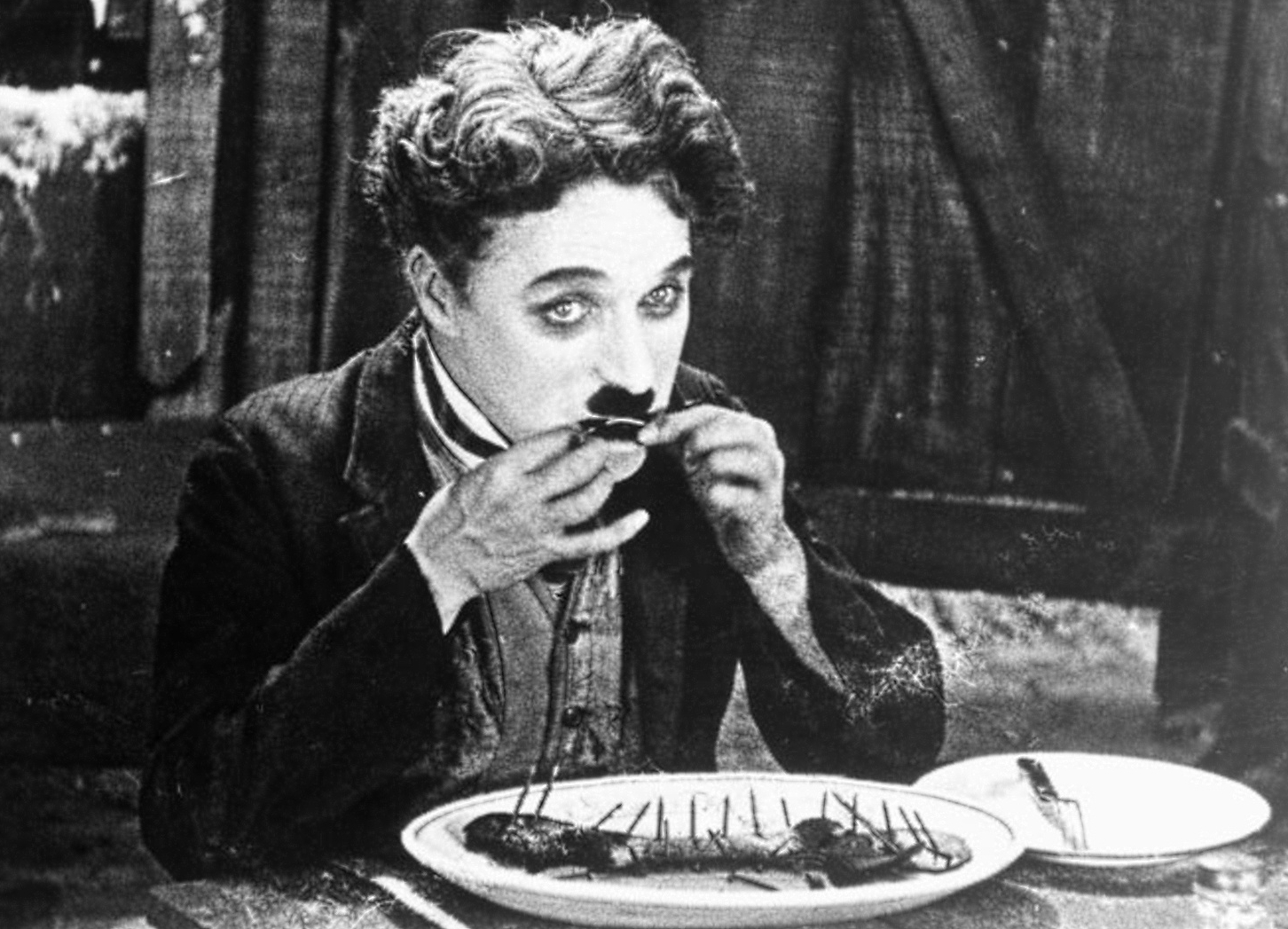
Il pranzo del vagabondo: scarponi bolliti, ne La febbre dell'oro (1925)

La febbre dell'oro del 1925 è considerato da molti una delle sue opere meglio riuscite. La produzione del film successivo, Il circo (1928), fu però travagliata a causa dei problemi sorti nella vita privata: in quel periodo divorziò dalla seconda moglie, l'attrice Lita Grey, che aveva sposato nel 1924. La coppia aveva avuto due figli: Charles Jr. e Sydney.
L'affermazione del sonoro (a partire dal 1927) colse in contropiede Chaplin, che aveva pensato e costruito Charlot solo per il cinema muto. Chaplin decise di andare avanti proponendo il suo personaggio. Nel 1929, l'assegnazione del suo primo premio Oscar alla carriera lo consacrò come la prima star a vincere tale premio (rimane il più giovane regista nel XX secolo ad averlo vinto).

#### Luci della città

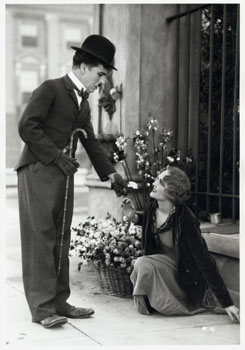
Scena del film Luci della città (1931)

Quando nel 1929 Charlie Chaplin cominciò a interessarsi al suo nuovo film, il sonoro era diventato ormai pressoché irrinunciabile per qualsiasi regista dell'epoca. Sydney, fratello e manager di Charlot, non esitò a proporgli l'idea di una pellicola sonorizzata, ma Charlie era molto scettico rispetto alla nuova invenzione e tentò in tutti i modi di restare alla pantomima che lo aveva reso celebre. Chaplin girò nel 1931 Luci della città, film muto accompagnato dalla musica. Fu il primo film di Chaplin con sonoro e musiche sincronizzate.
All'inizio del film la voce delle persone è resa con il suono degli strumenti musicali. Questa volta la protagonista femminile sarebbe stata Virginia Cherrill: la graziosa ventenne bionda avrebbe impersonato una fioraia cieca. Chaplin raccontò di averla conosciuta ad un incontro di pugilato nel 1928 e di averla scritturata immediatamente per il suo imminente lavoro. Varie vicissitudini coinvolsero Charlie durante la realizzazione di Luci della città. Una tra le più importanti: la fioraia avrebbe dovuto scambiare il piccolo vagabondo per un milionario, ma Chaplin non sapeva come ottenere tale risultato. Prima di trovare una soluzione rifece la scena svariate volte, provando i più svariati espedienti. Tale scena alla fine è divenuta la più ripetuta nella storia del cinema, per un totale di 342 ciak.
Piccola curiosità: tra coloro che assistettero alla première del film negli Stati Uniti vi fu anche Albert Einstein, invitato dallo stesso Chaplin. Non appena gli spettatori li videro si alzarono in piedi, applaudendoli calorosamente. Allora pare che Chaplin abbia mormorato ad Einstein: «Vede, applaudono me perché mi capiscono tutti, applaudono lei perché non la capisce nessuno».

#### Tempi moderni
Nello stesso anno l'attore/regista ricevette l'onore dell'attribuzione della Legione d'onore francese. Cinque anni dopo girò un altro capolavoro del cinema muto, Tempi moderni. Ecco come Chaplin descriveva il suo personaggio nel 1931:

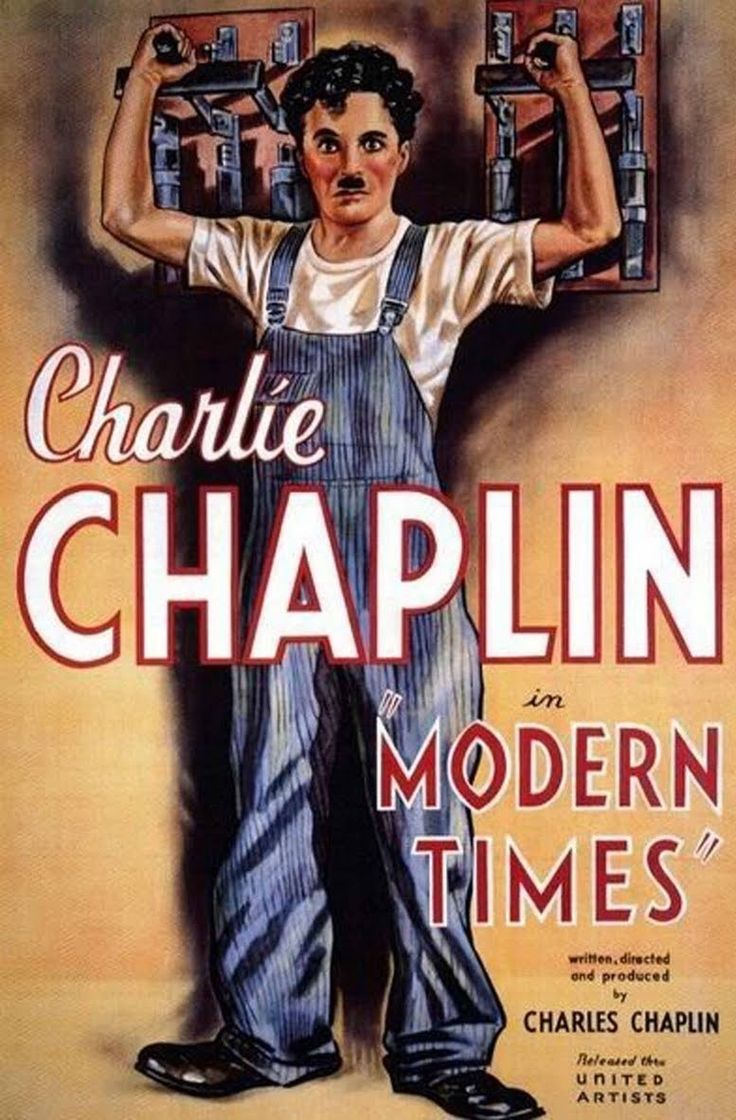
Locandina di Tempi moderni (1936)

Nel 1932 aveva conosciuto l'attrice Paulette Goddard, che aveva già avuto qualche esperienza marginale nel cinema in parti minori. I due s'innamorarono e Paulette recitò con Charles in Tempi moderni (1936), l'ultimo film in cui compare Charlot. Si sposarono nel 1936 e divorziarono nel 1942. Tuttavia, esistono ancora dubbi se fra i due ci sia stato un effettivo matrimonio: entrambi rifiutavano di concedere dichiarazioni al riguardo e la Goddard, in lizza per ottenere il ruolo di Rossella O'Hara in Via col vento, perse per un soffio contro Vivien Leigh perché non fu in grado di dimostrare ai produttori di essere realmente sposata con Chaplin. Chaplin raccontava pubblicamente che si erano sposati in Cina e che avevano divorziato in Messico, ma con gli amici e la famiglia sosteneva che non erano sposati.
Per realizzare i suoi successivi film Chaplin decise di abbandonare il personaggio che gli aveva donato la popolarità.

#### Il grande dittatore

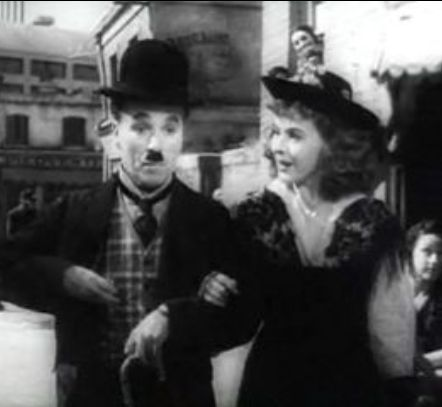
Charlie Chaplin e Paulette Goddard ne Il grande dittatore

Il grande dittatore (1940) fu il primo film completamente sonoro di Chaplin, girato e distribuito negli Stati Uniti poco prima dell'entrata nella seconda guerra mondiale. Nel film Chaplin interpreta due personaggi: Adenoid Hynkel, il dittatore di Tomania, esplicitamente ispirato ad Adolf Hitler, e un barbiere ebreo perseguitato dai nazisti. Dopo la guerra, quando l'internamento e lo sterminio degli ebrei furono noti, Chaplin dichiarò nella sua autobiografia che non avrebbe realizzato il film se solo avesse potuto immaginare cosa accadeva nei campi di concentramento, asserendo che «non avrebbe potuto prendere in giro la follia omicida dei nazisti». Il film ebbe cinque candidature agli Oscar, come miglior attore protagonista e miglior sceneggiatura, ma non vinse alcuna statuetta. Fu l'ultima apparizione del vagabondo.
Il film era anche una sfida coraggiosa al più potente dittatore dell'epoca, Adolf Hitler, dal quale Chaplin era diviso anagraficamente da soli quattro giorni. L'imitazione caricaturale sottolineava i toni e gli atteggiamenti del Führer, come nel discorso alla folla, completamente improvvisato e girato in un'unica scena. Memorabile, oltre che fortemente rappresentativa, la scena nella quale il dittatore danza con il mappamondo sulla musica del preludio del Lohengrin di Richard Wagner.

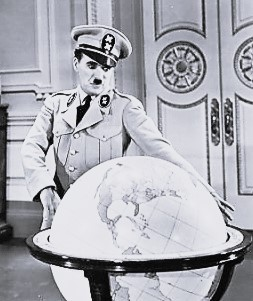
Chaplin ridicolizza Adolf Hitler ne Il grande dittatore (1940)

La scelta del luogo di presentazione della pellicola al pubblico fu ponderata. Si puntò su New York, meno influenzata dal clima di destra col quale anche gli Stati Uniti dovevano confrontarsi. La realizzazione del film fu accompagnata dallo sfiorire del rapporto sentimentale tra Chaplin e Paulette Goddard, in procinto di chiedere il divorzio. Durante la lavorazione, nel dicembre del 1939, Chaplin fu anche raggiunto dalla comunicazione della morte improvvisa dell'amico Douglas Fairbanks, che soltanto un mese prima gli aveva fatto visita sul set. Ne fu sconvolto e la perdita del «solo vero amico che abbia mai avuto», come ebbe a dire Chaplin, rimarrà una profonda ferita per l'attore. Dopo questo film, Chaplin interruppe l’attività cinematografica per circa sette anni.

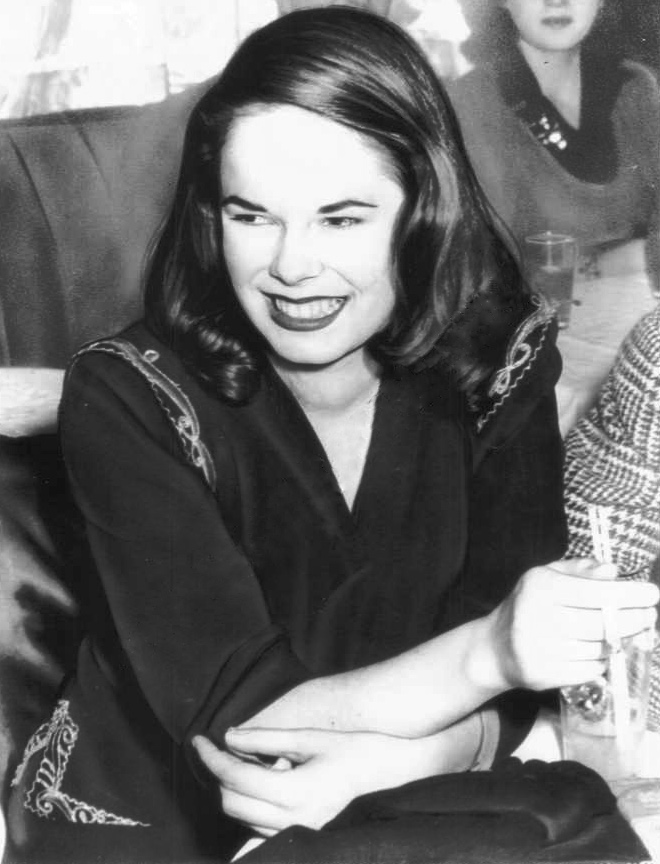
Oona O'Neill, quarta moglie di Chaplin dal 1943 alla morte di lui

Tra il 1942 e il 1943 ebbe una breve relazione con Joan Barry. Nell'ottobre del 1943 la Barry ebbe una figlia, Carol Ann, presunta figlia di Chaplin. Dopo le analisi del sangue, la Corte stabilì che la bambina non poteva essere sua figlia. Dopo due difficili processi che approdarono all'accusa di "turpitudine morale" da parte del procuratore, Chaplin fu dichiarato esserne il padre. Il giudice rifiutò di accettare le prove mediche (soprattutto il differente gruppo sanguigno) che avrebbero scagionato l'attore. Oggi è universalmente riconosciuto che fu un errore giudiziario. Tuttavia, Carol Ann ricevette un assegno di mantenimento mensile dall'attore fino al compimento dei 21 anni.
Nel 1942 conobbe la diciassettenne Oona O'Neill, figlia del drammaturgo Eugene O'Neill, che divenne sua moglie nel 1943, creando scandalo per la grande differenza d'età. La coppia ebbe otto figli, quattro nati negli Stati Uniti e quattro in Svizzera: Geraldine, Michael (7 marzo 1946), Josephine, Victoria, Eugene (23 agosto 1953), Jane (23 maggio 1957), Annette (3 dicembre 1959) e Christopher (8 luglio 1962). Nel 1947 uscì un nuovo film, Monsieur Verdoux, ispirato alla famosa storia di Henri Landru, da un'idea suggerita a Chaplin da Orson Welles.

### Il presunto antiamericanismo e il trasferimento in Europa (1947-1977)
Le sue simpatie politiche non furono da lui mai rivelate esplicitamente. Si ritiene fosse un progressista, ma non socialista o comunista, oltre che (cosa da lui invece rivelata) un pacifista. Di certo, in molti suoi film aveva analizzato la realtà cupa dei lavoratori, dei poveri e degli emarginati (Tempi moderni del 1936, ne può essere un chiaro esempio) ed aveva messo in piena luce le contraddizioni della società statunitense. Benché vivesse negli Stati Uniti da molti anni e vi pagasse le tasse, Chaplin non aveva mai chiesto la cittadinanza statunitense.
Già all'uscita di Monsieur Verdoux (1947) venne pubblicamente accusato di filocomunismo e nel 1949 divenne uno dei bersagli del movimento innescato dal senatore Joseph McCarthy. Chaplin negò sempre, con veemenza. Disse anche che era stanco di rispondere sempre alla stessa domanda, affermando che la propria ideologia non era altro che quella professata dal suo "omino": «Avere un tetto sulla testa, lavorare liberamente e formarsi una famiglia. Questo è un ideale democratico, non già comunista». Nel 1951 iniziò a girare quello che sarebbe stato il suo film d'addio: Luci della ribalta, tratto da un suo romanzo, Footlights, mai pubblicato. Fu il suo ultimo film prodotto a Hollywood e anche l'unico che interpretò assieme ad un altro mattatore del cinema muto, Buster Keaton. In questo film debuttò la figlia Geraldine Chaplin.

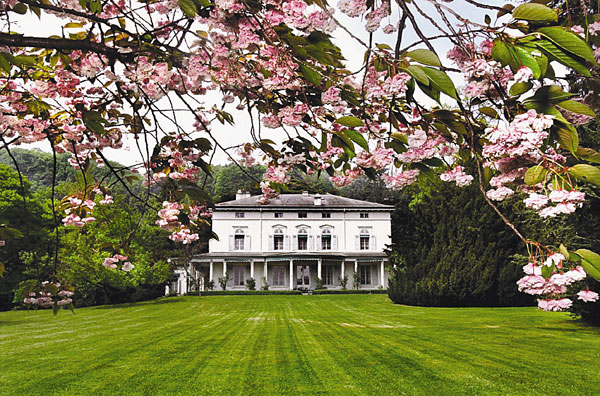
Manoir de Ban, la residenza di Chaplin a Corsier-sur-Vevey, nel Canton Vaud in Svizzera

La condanna decisiva nei suoi confronti arrivò nel settembre del 1952 per «gravi motivi di sfregio della moralità pubblica e per le critiche trasparenti dai suoi film al sistema democratico del Paese che pure accogliendolo gli aveva dato celebrità e ricchezza». Chaplin e la sua nuova famiglia si erano imbarcati per l'Europa per la prima mondiale, a Londra, di Luci della ribalta; successivamente aveva previsto un periodo di vacanza della durata di sei mesi. Mentre si trovavano ancora in navigazione, il ministro della giustizia statunitense dispose per pubblico decreto che a Chaplin, in quanto cittadino britannico, non sarebbe stato permesso di rientrare nel Paese a meno che non avesse convinto i funzionari dell'immigrazione di essere idoneo. Avutane notizia, Chaplin decise di stabilirsi in Europa, fissando la sua residenza in Svizzera. Nella primavera del 1953 restituì il permesso di rientro, che pure gli era stato rilasciato all'atto della sua partenza dalle stesse autorità americane. Nel luglio dello stesso anno Chaplin presenziò allo spettacolo del grande clown svizzero Grock, di stanza col proprio circo nel contiguo comune di Vevey. I due si omaggiarono e si abbracciarono, riconoscendo la reciproca grandezza nell'arte mimica.
Nel 1957 Chaplin ritornò dietro la macchina da presa per girare di nuovo un film, Un re a New York, il cui tema principale è proprio il maccartismo. Fu il suo penultimo film, tra l'altro anche l'unico in cui recitò assieme a suo figlio Michael. Il film andò bene in Europa, mentre negli Stati Uniti la sua distribuzione fu ostacolata con ogni mezzo, pregiudicandone severamente il buon esito commerciale. Dal 1959 e per più di una decina d'anni successivi, Chaplin usava villeggiare, con la famiglia, nella cittadina irlandese di Waterville, paese all'interno del Ring of Kerry, nell'omonima contea. Una statua in onore del celebre attore è stata collocata sul lungomare. Nel 1964, dopo circa un anno di lavoro, scrisse un'autobiografia (nella quale non vi è menzione del film, Il circo del 1928, che probabilmente preferiva non ricordare per le tristi circostanze nelle quali fu girato). Nel 1967 si calò per l'ultima volta nei panni di regista per girare La contessa di Hong Kong: fu il suo ultimo film, nonché l'unico a colori; in esso lavorò assieme a due star del cinema mondiale, Marlon Brando e Sophia Loren; sfortunatamente il film non ottenne un grande successo di critica e d'incassi, ed è considerata l'opera minore del regista.

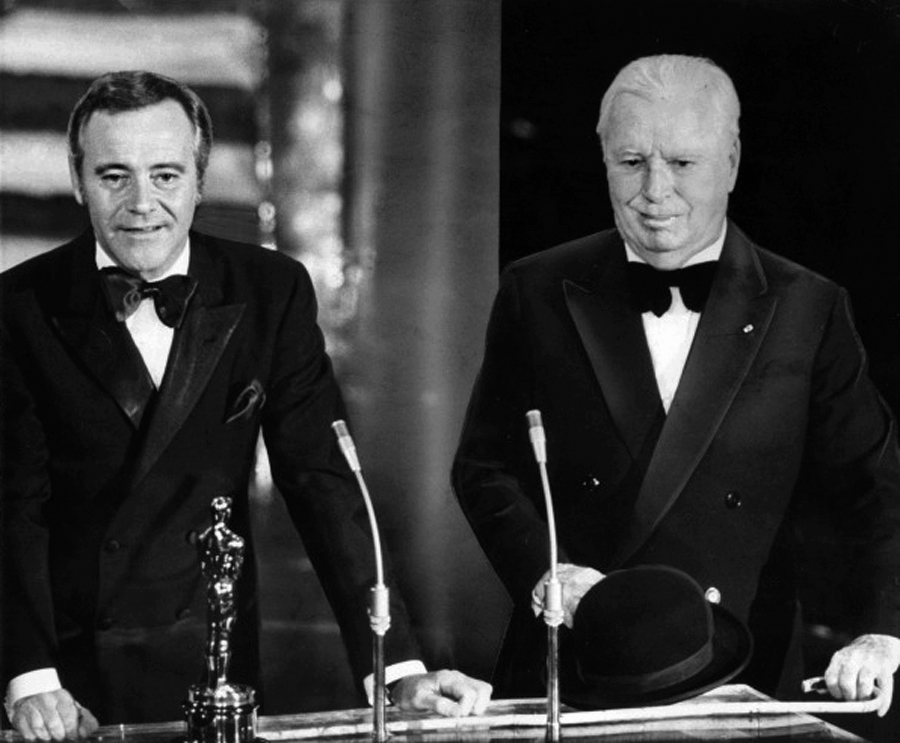
Chaplin riceve da Jack Lemmon l'Oscar onorario nel 1972

Grazie alla sua genialità di compositore, proprio in quegli anni produsse la versione sonora di alcuni suoi capolavori: Il circo (1928), nel 1969, Il monello (1921), nel 1971, e infine nel 1975 La donna di Parigi (1923). Nel 1972, riconciliatosi con l'opinione pubblica statunitense, ritornò negli Stati Uniti per ritirare il suo secondo premio Oscar alla carriera, assegnatogli «per aver fatto delle immagini in movimento una forma d'arte del XX secolo». In tale occasione fu protagonista della più lunga ovazione nella storia dell'Academy Awards. L'anno successivo vinse il premio Oscar alla migliore colonna sonora per il film Luci della ribalta, che in realtà era stato realizzato vent'anni prima ma che, a causa delle idee politiche di Chaplin, era stato boicottato e di fatto non aveva mai esordito in America. La sua statuetta fu ritirata da Candice Bergen.
Il 4 marzo 1975, dopo molti anni di esilio volontario dal suo Paese d'origine, Chaplin fu nominato Cavaliere di Sua Maestà dalla regina Elisabetta II. L'onorificenza era già stata proposta nel 1956, ma - in piena guerra fredda - non era stata concessa per il veto imposto dal Foreign Office britannico, sempre a causa delle presunte "simpatie comuniste" di Chaplin.

### Morte

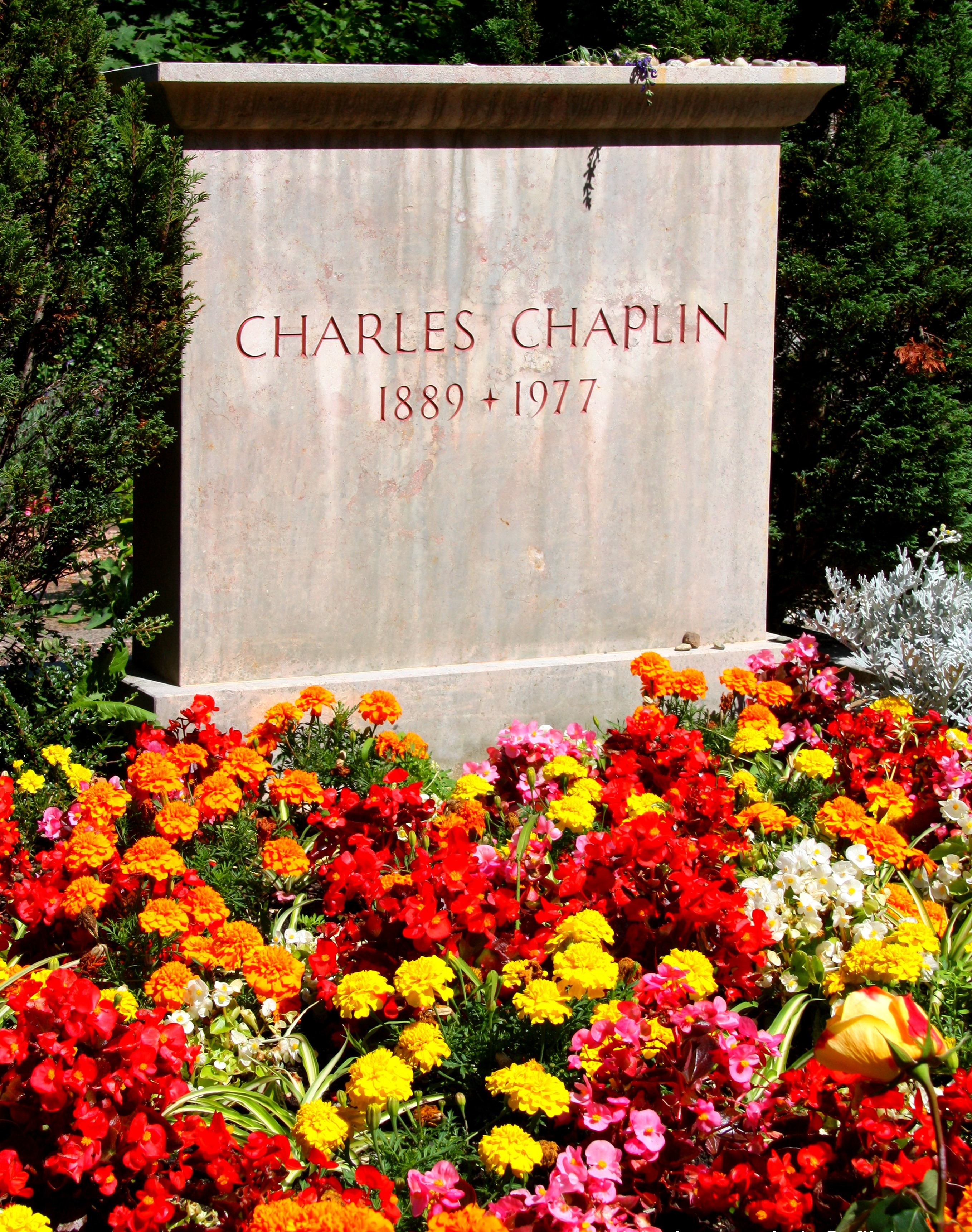
La lapide di Chaplin in Svizzera

Charlie Chaplin morì a Corsier-sur-Vevey, nel Canton Vaud in Svizzera, la notte di Natale del 1977, all'età di 88 anni. Il pomeriggio inoltrato della vigilia, Chaplin chiese alla moglie Oona di spalancare le porte della camera affinché dalla hall sottostante potessero salire le note dei Christmas carol, come da rituale che si ripeteva da oltre vent'anni il 24 dicembre nella loro residenza. Quella stessa notte, intorno alle 4, morì nel sonno. Fu sepolto nel piccolo cimitero della cittadina svizzera ed al suo fianco lo raggiungerà la moglie nel 1991. Gli sopravvissero dieci figli. Nei giorni successivi la sua scomparsa, personalità del mondo dello spettacolo rilasciarono, sulla stampa di tutto il mondo, oltre al cordoglio anche impressioni e ricordi a lui legati:
- Jackie Coogan, esprimendo la propria tristezza, ricordò l'unicità, la gentilezza dell'uomo e l'influenza che ebbe sulla sua vita non solo artistica.
- Jacques Tati rimarcò l'apporto insostituibile all'arte cinematografica e l'attualità ed eternità della sua opera; «Senza Chaplin probabilmente non sarei diventato l'attore che sono».
- Zeppo Marx: «Probabilmente il più grande mimo mai esistito».
- René Clair: «È stato il monumento del cinema di tutti i paesi e di tutti i tempi».
- Paulette Goddard: «Non solo fu il più grande creatore di film, ma anche uno degli uomini più affascinanti».
- Sophia Loren: «Attore e regista meraviglioso, e dietro di lui la moglie Oona».
- Laurence Olivier: «È stato probabilmente l'attore comico più grande di tutti i tempi e come tale spero e auspico sarà ricordato».
- Radio Vaticana: «È stato il più geniale e amato uomo di cinema di tutti i tempi».
- Federico Fellini: «È scomparso nella stessa atmosfera natalizia in cui lo vidi per la prima volta. A Rimini i suoi film erano i più importanti e venivano programmati immancabilmente nel periodo natalizio. Da bambino lo vedevamo come un omino cui dovere gratitudine e lo si accettava come un fatto naturale, come la neve d'inverno, il mare d'estate, Gesù Bambino. È una specie di "Adamo", il progenitore da cui tutti si discende».

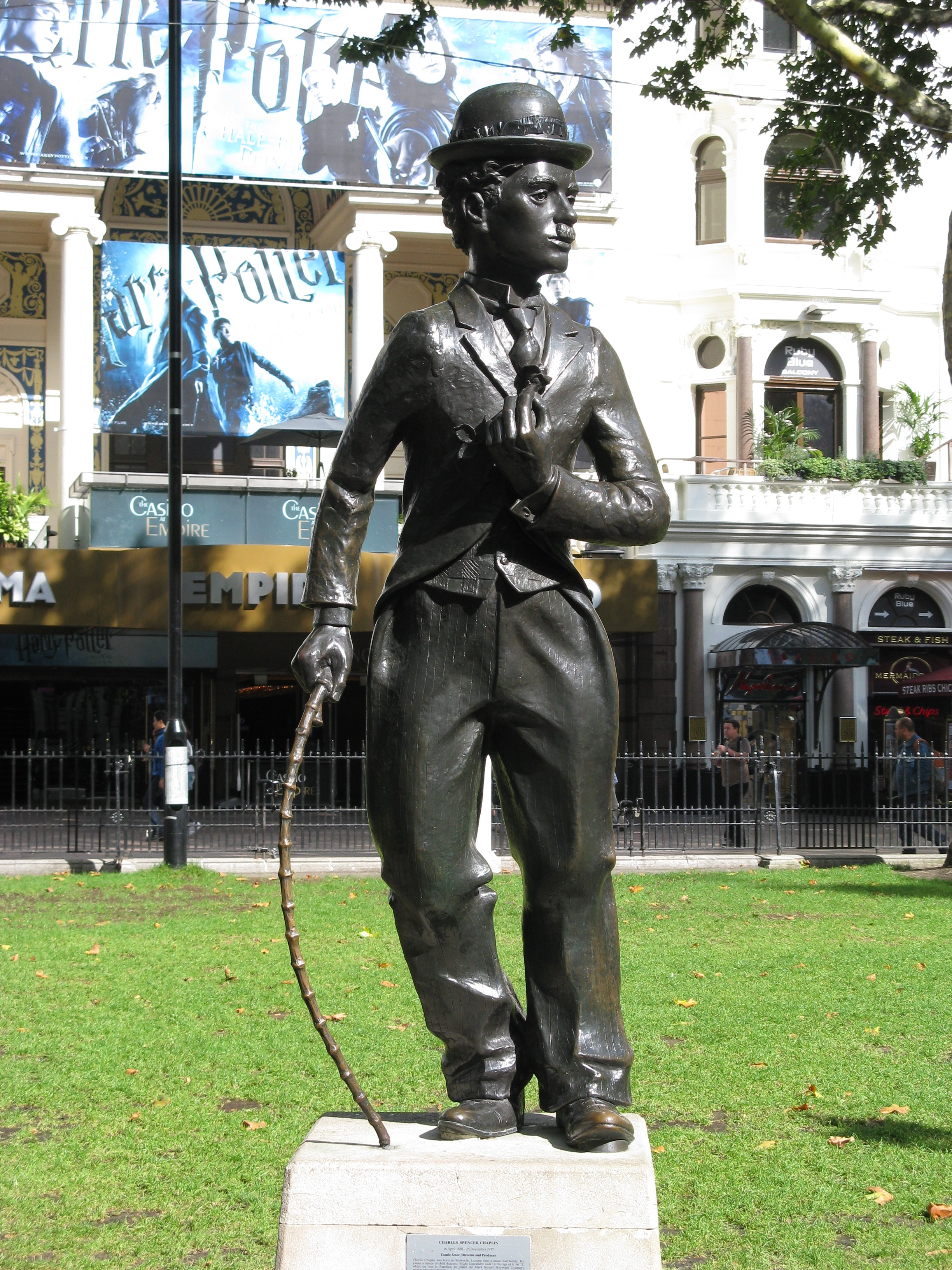
Statua dedicata a Charlot situata a Londra

Tre mesi dopo la sua morte, la notte del 1º di marzo 1978, le sue spoglie furono trafugate a scopo di estorsione da due profughi, un operaio bulgaro e un disoccupato polacco, da tempo residenti in Svizzera dove avevano ricevuto asilo politico. Un milione di franchi svizzeri fu la richiesta di riscatto. La fermezza della moglie Oona e il suo rifiuto a voler trattare con i colpevoli fecero fallire il piano criminale; 75 giorni dopo furono catturati, la salma localizzata e recuperata nei pressi del comune di Noville, sul lago di Ginevra, e interrata nuovamente nel paesino svizzero.
Nell'annunciarne la morte, il Corriere della Sera delineò l'aspetto psicologico di Chaplin e del personaggio di Charlot:
(Giovanni Grazzini, Corriere della Sera, 27 dicembre 1977)

## Vita privata
Chaplin era ateo. La figlia Geraldine rilasciò in proposito una lunga intervista a Maria Pia Fusco per il settimanale La Domenica di Repubblica, pubblicata il 20 maggio 2007. Nella stessa intervista disse che fece comunque studiare i figli in collegi cattolici e lui stesso dichiarò: «Vorrei tanto poter credere, sarebbe bello se qualcuno mi convertisse». Alcuni critici, come il drammaturgo Diego Fabbri, però ipotizzano una religiosità più complessa.

## Filmografia
Lungometraggi diretti da Chaplin (esclusi i film co-diretti e quelli incompiuti):
- Il monello (1921)
- La donna di Parigi (1923)
- La febbre dell'oro (1925)
- Il circo (1928)
- Luci della città (1931)
- Tempi moderni (1936)
- Il grande dittatore (1940)
- Monsieur Verdoux (1947)
- Luci della ribalta (1952)
- Un re a New York (1957)
- La contessa di Hong Kong (1967)

## Riconoscimenti
- Premio Oscar
  - 1929 – Oscar onorario

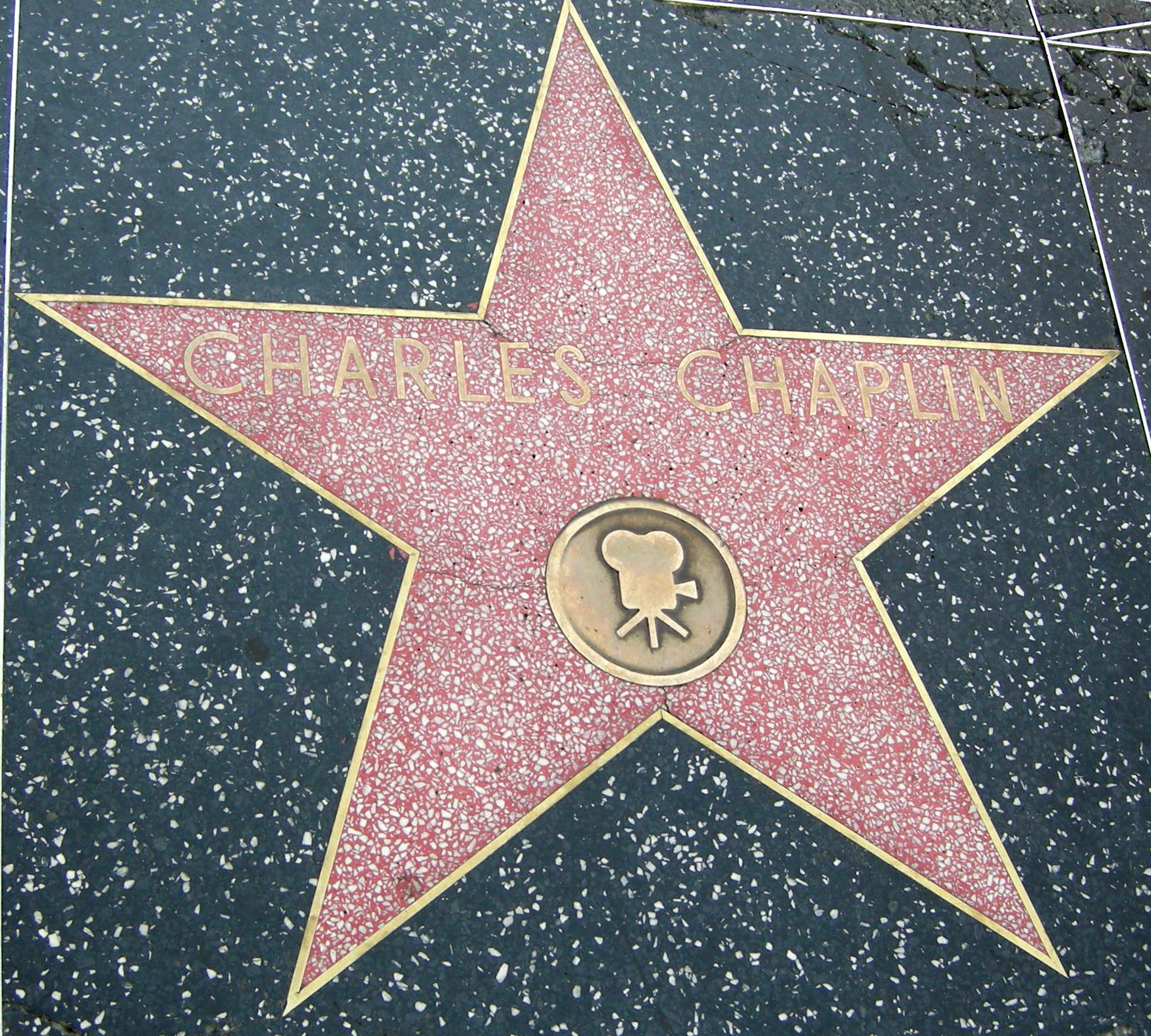
La stella di Charlie Chaplin alla Hollywood Walk of Fame di Los Angeles è la numero 6755

  - 1941 – Candidature per Il grande dittatore:
    - miglior attore
    - migliore sceneggiatura originale
    - miglior colonna sonora

  - 1948 – Candidatura alla migliore sceneggiatura originale per Monsieur Verdoux
  - 1972 – Oscar onorario
  - 1973 – Migliore colonna sonora per Luci della ribalta (Premio retroattivo)

## Doppiatori italiani
- Claudio Trionfi in Il grande dittatore (ridoppiaggio 1988), Monsieur Verdoux (ridoppiaggio)
- Lauro Gazzolo in Monsieur Verdoux
- Sandro Ruffini in Luci della ribalta
- Stefano Sibaldi in La febbre dell'oro (versione sonorizzata)
- Augusto Marcacci in Un re a New York
- Gianfranco Bellini in Il grande dittatore (doppiaggio 1960)
- Carlo Romano in La contessa di Hong Kong
- Oreste Lionello in Il grande dittatore (ridoppiaggio 1972)

## Eredità artistica
Un film biografico su Chaplin, intitolato Charlot in Italia, è stato girato nel 1992 dal regista Richard Attenborough, interpretato da Robert Downey Jr. (nel ruolo di Chaplin), Dan Aykroyd, Geraldine Chaplin, Anthony Hopkins, Milla Jovovich, Moira Kelly, Kevin Kline, Diane Lane, Penelope Ann Miller, Paul Rhys, Marisa Tomei, Nancy Travis e James Woods.
Il 16 aprile 2016, al termine di 15 anni di progettazione e lavori, è stato inaugurato, a Corsier-sur-Vevey, il Chaplin's World, museo dedicato all'artista, nel medesimo luogo dove tutta la famiglia Chaplin visse e risiedette dal 1953 fino alla morte di Oona O'Neill. Visita alle sale della "Manoir de Ban", villa residenziale contenente gli arredi, fotografie, documenti, oggetti, appartenuti a Chaplin. In un nuovo edificio, gli Studios, adiacente alla villa, sono state allestite riproduzioni in 3D dei set, con i protagonisti dei suoi film.
Nel 2019, per commemorare il 130º anno dalla nascita dell'artista, gli U2 hanno dedicato a Chaplin l'EP The Europa EP.